# 1962 в аніме

## Нагороди
- Премія Офудзі Нобуро : Tale of a Street Corner

## Релізи
| Українська назва            | Японська назва                                                             | Тип                    | Демографія  | Регіони                     |
| --------------------------- | -------------------------------------------------------------------------- | ---------------------- | ----------- | --------------------------- |
| Сіндбад Мореплавець         | アラビアンナイト・シンドバッドの冒険(арабське найто: Shindobatto no Bōken) | Фільм                  | Сім'я, Діти | Японія, Північна Америка,ЄС |
| кохання                     | 愛(Ai)                                                                     | Короткометражний фільм | Загальний   | Японія                      |
| Людський зоопарк            | 人間動物園(Ningen Dōbutsuen)                                               | Короткометражний фільм | Загальний   | Японія                      |
| Чоловік                     | おす(Осу)                                                                  | Короткометражний фільм | Загальний   | Японія                      |
| Календар манґи              | おとぎマンガカレンダー(Календар манги Otogi)                               | Телефільм              | Загальний   | Японія                      |
| Навколосвітня подорож Отогі | おとぎの世界旅行(Otogi no Sekai Ryoko)                                     | Фільм                  | Сім'я, Діти | Японія                      |
| Казки з кута вулиці         | ある街角の物語(Ару Мачі Кадо но Моногатарі)                                | Фільм                  | Загальний   | Японія                      |

## Народилися
- 24 березня — Кадзукі Акане, режисер